# Blepharispermum yemense
Blepharispermum yemense là một loài thực vật có hoa trong họ Cúc. Loài này được Deflers mô tả khoa học đầu tiên năm 1896.